# كالتنكيرشن
كالتنكيرشه (بالألمانية: Kaltenkirchen) هي بلدة ألمانية تقع في ألمانيا في شليسفيغ هولشتاين.  يقدر عدد سكانها بـ 19,742 نسمة .

## المدن التوأمة
مدن Kalisz Pomorski، بوتليتز و أبينرا ‏ هي مدن توأمة لـكالتنكيرشه.